# Nemauso (mitologia)
Nemauso (em latim: Nemausus; em céltico: Nemausos), na mitologia galo-romana, foi uma divindade céltica e lígure da água, o padroeiro da cidade homônima (atual Nîmes, na França) situada na futura província romana de Gália Narbonense. Sugere-se que emprestou seu nome ao bosque onde os volcas arecômicos reuniam-se, bem como à capital deles. Segundo o geógrafo bizantino Estêvão de Bizâncio, contudo, o nome deriva do herói grego Nemáusio.
Nemauso era cultuado desde ao menos o século V a.C. pela tribo dos cenomanos. Após a conquista romana dos volcas no fim ca. 121 a.C., seu culto cresceu em importância e ele tornar-se-ia o principal deus de Nemauso, com um importante santuário lhe sendo dedicado. Um outro conjunto de espíritos locais cultuados em Nemauso (Nîmes) foram as Nemáusicas (em latim: Nemausicae), ou Mães Nemáusicas (Matres Nemausicae), deusas da cura e fertilidade que pertenciam ao santuário da primavera.